# Чанлер, Джон Уинтроп
Джон Уинтроп Чанлер (англ. John Winthrop Chanler; 14 сентября 1826, Нью-Йорк, Нью-Йорк — 19 октября 1877, Rokeby, Нью-Йорк) — американский политик и адвокат. Член Палаты представителей США от 7-го избирательного округа Нью-Йорка (1863—1869).

## Биография

### Происхождение
Родился 14 сентября 1826 года в Нью-Йорке, в семье англиканского священника, преподобного Джона Уайта Чанлера (1789—1853) и его жены Элизабет Шерифф Уинтроп (1791—1866). Его мать состояла в родстве со многими знаменитыми семьями США. По мужской линии она была потомком губернаторов Массачусетской колонии Джона Уинтропа и Томаса Дадли, а по женской — лорда Ливингстона и последнего генерал-губернатора Новых Нидерландов Питера Стёйвесанта.

### Карьера
Начальное образование Чанлер получил у частных учителей. В 1847 году окончил Колледж Колумбия и поступил в Гейдельбергский университет. В 1851 году был принят в палату адвокатов штата Нью-Йорк.
Будучи связанным с Таммани-холлом, демократ Чанлер был членом Ассамблеи штата Нью-Йорк в 1858 и 1859 годах. В 1860 Был номинирован в Сенат штата, но отказался. В том же году баллотировался в Палату представителей США по 6-му избирательному округу Нью-Йорка, но занял третье место, уступив республиканцу Фредерику Конклингу и независимому демократу Джону Кокрейну.
Был избран в Палату представителей на следующих выборах в 1862 году, баллотируясь по 7-му округу. В дальнейшем успешно переизбирался дважды, находясь в должности до 1869 года. Будучи конгрессменом, входил в комитет по закону о банкротстве, комитет по патентам и комитет по южным железным дорогам.
Чанлер стал известен тем, что 14 мая 1866 года получил порицание за оскорбление Палаты представителей. Порицание стало ответом на резолюцию Чанлера, в которой он поддерживал вето президента Эндрю Джонсона, называл законы, на которые вето было наложено, "злыми и революционными", а проголосовавших за преодоление вето конгрессменов "злобными и вредными".

## Личная жизнь
Чанлер был женат на Маргарет Астор Уорд (1838—1875), дочери известного лоббиста Сэмюэля Уорда и Эмили Астор, внучке Джона Джейкоба Астора. У них было 11 детей:
- Джон Армстронг Чалонер[англ.] (1862—1935), американский писатель. С 1888 по 1895 год состоял в браке с писательницей Амелией Ривз Трубецкой[англ.]. Их брак характеризовался как скандальный и несчастливый.
- Уинтроп Астор Чанлер[англ.] (1863—1926), военный. Женат на своей двоюродной тёте Маргарет Терри.
- Эмили Астор Чанлер (1864—1872), умерла от скарлатины
- Элизабет Астор Уинтроп Чанлер[англ.] (1866—1937), светская львица, замужем за писателем Джон Джей Чапмен[англ.].
- Уильям Астор Чанлер (1867—1934), член Палаты представителей США.
- Мэрион Уорд Чанлер (1868—1883)
- Льюис Стёвесант Чанлер[англ.] (1869—1942), лейтенант-губернатор Нью-Йорка.
- Маргарет Ливингстон Чанлер[англ.] (1870—1963), суфражистка, замужем за музыкальным критиком Ричард Олдрич[англ.].
- Роберт Уинтроп Чанлер[англ.] (1872—1930), американский художник. Женат вторым браком на Лине Кавальери.
- Алида Бикман Чанлер (1873—1969), супруга Кристофера Эммета[англ.].
- Эгертон Уайт Чанлер (1874—1882)

Маргарет Астор умерла в декабре 1975 года от пневмонии. Сам Джон Уинтроп умер 19 октября 1977 года, также от пневмонии. На его похоронах присутствовали многие влиятельные люди, включая мэра Нью-Йорка Смита Эли. После смерти родителей, их многочисленные дети стали известны как сироты Асторы.